# سيرجي سلافنوف
سيرجي جينادييفيتش سلافنوف (بالروسية: Серге́й Геннадьевич Славнов) هو راقص جليد روسي ولد في يوم 11 مارس 1982 في لينينجراد. أبرز إنجازاته كان تحقيقه للميدالية الفضية في بطولة أوروبا للرقص على الجليد في سنة 2005 في تورينو مع شريكته جوليا أوبرتاش. إعتزل في سنة 2008.